# Serge Gakpé
Serge Gakpé (* 7. Mai 1987 in Bondy) ist ein französisch-togoisch-beninischer ehemaliger Fußballspieler.

## Karriere

### Verein
Gakpé wurde in der Jugendabteilung des UMS Pontault-Combault (1995 bis 2001) und des AS Monaco ausgebildet. Dort spielte er von 2001 bis 2004. Zuvor war er bereits im  Clairefontaine Jugendausbildungslager. Seit der Saison 2005/06 gehört Gakpé zum Profi-Kader des AS Monaco. Seinen ersten Treffer in der Ligue 1 – der höchsten Spielklasse  Frankreichs – erzielte er beim 1:1-Remis gegen den RC Lens. In dieser Saison bekam Gakpé mit damals 18 Jahren außerdem sein internationales Debüt im UEFA-Cup.
In der Saison 2006/07 unterzeichnete er seinen ersten Profi-Vertrag.
Seit September 2021 spielt Gakpé bei Karmiotissa Pano Polemidion in der griechischen Liga.

### Nationalmannschaft
Gakpé war französischer U-21-Nationalspieler; für die Mannschaft war er in sechs Spielen im Einsatz und erzielte dabei einen Treffer. Seit 2009 steht er in Nationalmannschaft von Togo, für die er in 44 Spielen zum Einsatz kam und vier Tore erzielte (Stand: 6. Dezember 2021). Sein Debüt gab er dabei am 10. Oktober 2009 in einem Qualifikationsspiel für die WM 2010. Dabei wurde er bei der 0:3-Niederlage gegen Kamerun in der 16. Spielminute für Moustapha Salifou eingewechselt. Zudem stand er während der Fußball-Afrikameisterschaft 2010 im togoischen Nationalkader.